# Ярославець
Яросла́вець — село в Україні, у Кролевецькій міській громаді Конотопського району Сумської області. 
Населення становить 1130 осіб. До 2020 орган місцевого самоврядування — Ярославецька сільська рада.

## Географія
Село Ярославець розташоване за 18 км від районного центру м. Кролевець та за 25 км від м. Глухова, за 9 км на південь від траси Київ‒Москва (М02 E101) вздовж старого річища нині не існуючої річки Бичок, по якому зараз існує система ставків, найбільший з них — Панський (Бичок). Біля села знаходиться озеро Рокита і витоки річки Реть, нижче за течією за 5 км розташоване село Тулиголове. В урочищі Сухий Ліс зберігся метеорит.

## Символіка

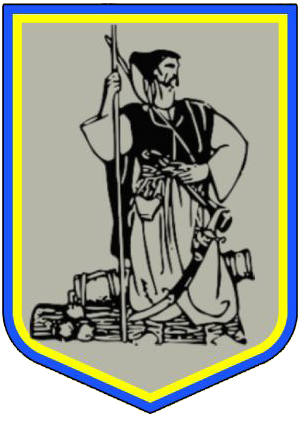
Попередній варіант герба - козак з гарматою

Символіка відображає славетну історію села. На гербі зображений Чернігівський князь Ярослав Всеволодович в обладунках, який завдяки будівництву двох укріплень на пагорбах (дві булави) зумів отримати безкровну перемогу (опущений меч і щит) і на одному з цих пагорбів збудував село на знак цієї перемоги і назвав його своїм ім'ям (герб є промовистим). Дві булави також свідчать про величну козацьку історію, 230-річне володіння селом родиною Кочубеїв, і безліч споруд що лишилися з того часу. Про цей період також свідчить червона сорочка (родинна реліквія — скривавлена сорочка В. Л. Кочубея), червоні чоботи (частина строю заможних козаків). Червоний козацький хрест-комета на щиті також веде як до козацтва так і до метеориту що зберігся в урочищі Сухий Ліс. Підсумовуючи можна сказати, що дві булави, загальновідомі символи влади в Україні, - це дві постаті (Ярослав Всеволодовичи та Василь Кочубей) загальнодержавного значення які мали безпосередній стосунок до села.

## Історія

### Давні часи
За народними переказами, які передаються з покоління в покоління, Ярославець дістав свою назву від імені Чернігівського князя Ярослава Всеволодовича. У 1196 р. Ярослав виступив з братами проти Володимрського князя Всеволода. Готуючись до зустрічі з ворогами, Ярослав побудував два укріплених городки: один на вершині високого пагорба в урочищі Яндола (нинішня територія хутора Покрівське), а другий — на крутому урвистому березі озера Бичок. Потім послав своїх людей до Всеволода з пропозицією миру, який був прийнятий. Ярослав на відзнаку такої безкровної перемоги будує в одному з городків дерев'яну церкву. 
З часом довкола цього городка і озера Бичок (нині — Панський ставок) виросло село із іменем Ярослава у назві — Ярославець.
В 1239 р. монголо-татари розорили довколишні землі. Населення, що вціліло, відбудувало поселення і зберегло його назву. Після розпаду Чернігово-Сівервського князівства Ярославець входив до складу Глухівського князівства. Близько 1356 року Чернігово-Сіверщиною заволодів литовський князь Ольгерд. В 1500 р. чернігово-сіверські князі "со многими волостями" і містами перейшли на сторону Москви. У 1552 р. у казанський похід разом з "боярськими дітьми" Новгород-Сіверського і Путивля були призначені також і "боярські діти Ярославця малого", що вказує на те, що Ярославець в той час був значним населеним пунктом і належав якомусь з московських бояр.

### Новий час
Після Деулінського перемир'я Ярославець увійшов до складу Речі Посполитої і ним володів пан Ярославський. Історик О. Лазаревський припускає, що саме в той час було й засноване село, а його назва походить від імені пана. 
В ході визвольної війни під проводом Б.Хмельницького ярославчани вигнали пана, а багато з селян покозачились, були приписані до Глухівської сотні Ніжинського полку і брали участь в боях проти Речі Посполитої. По закінченні війни Ярославець входив у число "ратушних сіл". Населений пункт Aroslawiec позначено на «Спеціальному та докладному плані України...» де Боплана (1650) та на пізніших мапах.
Під час правління гетьмана Івана Мазепи Ярославець було передано у рангове володіння генеральному судді Василю Леонтійовичу Кочубею. 28 квітня 1688 р. він отримав царську грамоту на це володіння. Він та його нащадки володіли Ярославцем рівно 230 років. Маєток Кочубеїв знаходився довкола "Ярославового городка", в оточенні величезного ландшафного 20-гектарного парку в англійському стилі. Окрасою маєтку і села була побудована в 70-х роках XVIII ст. на місці Ярославового храму Благовіщенська церква з Михайлівським приділом, де зберігалися подаровані Кочубеями коштовності й родинна реліквія — скривавлена сорочка В. Л. Кочубея, у якій він був скараний на смерть.
В маєтку діяли 2 тваринницькі ферми, ряд промислових підприємств, які отримали свій розвиток після відміни кріпосного права: сушарка, маслобійня, цегельний, цукровий та спиртовий заводи, які знаходились в хуторі Покровському. Ярославецьким Кочубеям належала також найбільша на Лівобережжі паперова фабрика в Ретику, заснована в 1842 р.
Під час революції 1905-1907 р.р. ярославецькі селяни прийшли з червоним "прапором" до економії, стали вимагати аудієнції з поміщицею (це була Марія Олексіївна Кочубей-Капніст). Коли вона вийшла і ніяких вимог від селян не було, вона сама запропонувала підвищити плату. І на цьому селяни розійшлися, революція в Ярославці закінчилася.
З іменем Кочубеїв пов'язано зародження соціально-культурної сфери у Ярославці. Першу школу відкрив у 1848 р. Кочубей Дем'ян Васильович. Пізніше до неї приєдналася церковно-приходська школа, відкрита у 1858 р. при храмі Різдва Христового. За Василя Аркадійовича Кочубея відкрито школу для хлопців (1887) та школу для дівчат (1895). Відоме ім'я першого вчителя у Ярославці — Міна Пилипович Гагін. Незадовго до смерті (1897) В. А. Кочубей побудував дерев'яне приміщення земської школи.
У 1893 р. В. А. Кочубеєм на околиці села було побудоване приміщення і відкрито лікарню. В ній працював один лікар, який обслуговував кілька довколишніх сіл. Цю справу продовжила після смерті чоловіка Марія Олексіївна Кочубей. За власні кошти вона побудувала нове цегляне приміщення земської школи у 1912 р., від імені земства сама контролювала навчально-виховний процес. В школі навчалось понад 100 учнів із Ярославця і сусідніх сіл, працювало 3 вчителі.

### Новітній період
З 1923 року село в складі Тулиголовського району Новгород-Сіверської округи, Чернігівської губернії, 733 двори, 3953 мешканця.
У 1930 - 1931 рр. село - адміністративний центр Ярославецького району Конотопської округи.
В роки І світової війни на фронті воювало близько 600 чоловік ярославчан, близько 200 чоловік полягло на полі бою. Війна зачепила всі верстви населення. З 1917 — у складі УНР. Згодом, в умовах російсько-більшовицької окупації, в селі розгорнувся потужний рух за автокефалію Української православної церкви. Його очолив місцевий священик Іван Мочарський.
1929 року комуністична влада почала терор проти незалежних аграріїв, заганяючи у колгоспи. 1932 у селі почалися масові убивства голодом. 1941 сталінська влада утекла із села, 1943 — повернулася. З огляду на небезпеку партизанського руху 1946 року знову вдалася до терору голодом. 
У 1950 р. у Ярославці колгоспи об'єднані в одне багатогалузеве господарство колгосп ім. Щорса. Спеціалізація господарства: м'ясо-молочне тваринництво, птахівництво; в рослинництві — зернові культури, технічні (коноплі, вирощування цукрових буряків з 1960 р.), картоплярство. Після ліквідації МТС у 1957 р. колгосп отримав у своє розпорядження техніку. У післявоєнні роки в селі велося широкомасштабне будівництво, яке здійснювалося за рахунок коштів колгоспу ім. Щорса. У 1951‒1958 рр. — здійснено добудову Будинку культури на 450 місць; 1954 р. — розпочато загальну електрифікацію села, придбано радіовузол, стаціонарну кіноустановку; у другій половині 50-х р.р. відкрито швейну майстерню, налагоджено постійний автобусний зв'язок з райцентром. Збудовані центральні дороги з твердим покриттям (бруківка). У 1957 р. на базі звільнених приміщень МТС перенесено і розширено лікарню, відкрито аптеку, пологовий будинок, фізкабінет, зубопротезний кабінет, амбулаторію і стаціонар на 25 ліжок. 
У 1960 р. в приміщенні колишньої кочубеївської лікарні на кошти колгоспу відкрився і утримувався Будинок ветеранів праці на 25 місць. У 1963 р. побудоване нове приміщення контори колгоспу ім. Щорса, електростанцію, сучасну птахоферму, почато будівництво початкової школи в с.Покровське. У1964‒65 рр. збудована типова майстерня для ремонту техніки і автогаражі. У 1968 р. відкрито Меморіальний сквер в пам'ять про односельчан, полеглих на фронтах Другої світової війни. На початку 1970 р. введено в експлуатацію нове приміщення Ярославецької середньої школи на 560 місць. 70-ті роки ознаменувались широкомасштабним будівництвом 2 сучасних молочно-товарних комплексів, картоплесховища, складу мінеральних добрив та складу засобів захисту рослин. У 1986-87 роках стали до ладу сучасна лікарня зі стаціонаром та дитячий садок.
1991 року абсолютна більшість селян висловилася в підтримку відновлення державної самостійності України.

### Сьогодення
На території села функціонують: Дитячий садок "Пролісок", Ярославецька початкова школа, Амбулаторія загальної практики сімейної медицини, Ярославецьке лісництво, діє 6 торгових точок, які належать приватним підприємцям, ветеринарна дільниця.
На сучасному етапі, після численних реорганізацій, колективного сільського господарства не існує. З 5050 га землі по сільській раді, 2250 га розпайовано. 942 чоловік пайовиків отримали земельні паї, середній розмір яких становить 2,52 га орної землі. Орендують паї колишніх колгоспників: ПП "Пархоменко", ПП "Едельвейс-Агро", ТОВ Кролевець-Агро.
12 червня 2020 року, відповідно до розпорядження Кабінету Міністрів України № 723-р «Про визначення адміністративних центрів та затвердження територій територіальних громад Сумської області», село увійшло до складу Кролевецької міської громади.
19 липня 2020 року, в результаті адміністративно-територіальної реформи та ліквідації Кролевецького району, увійшло до складу новоутвореного Конотопського району.

## Пам'ятки

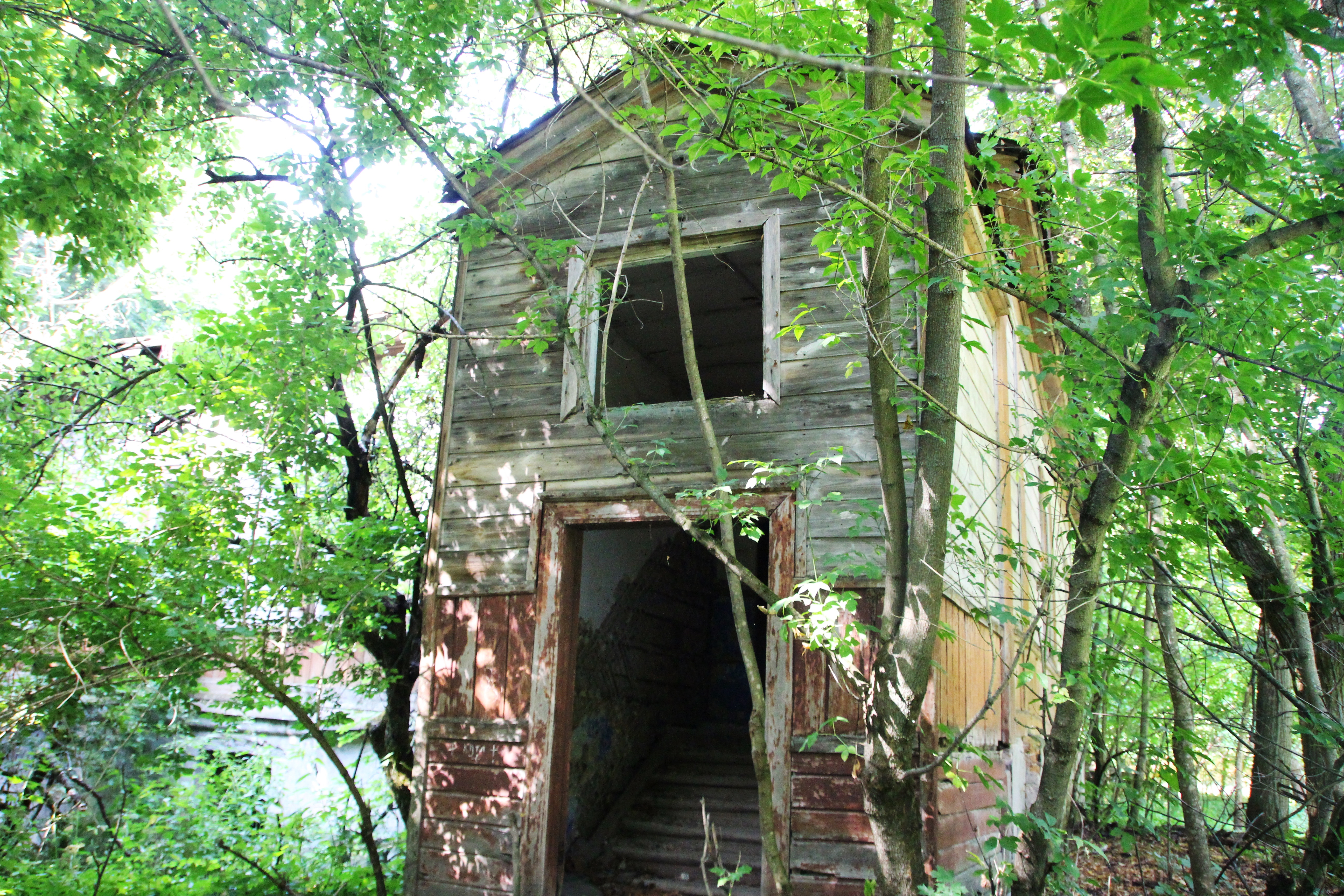
Флігель садиби Кочубеїв

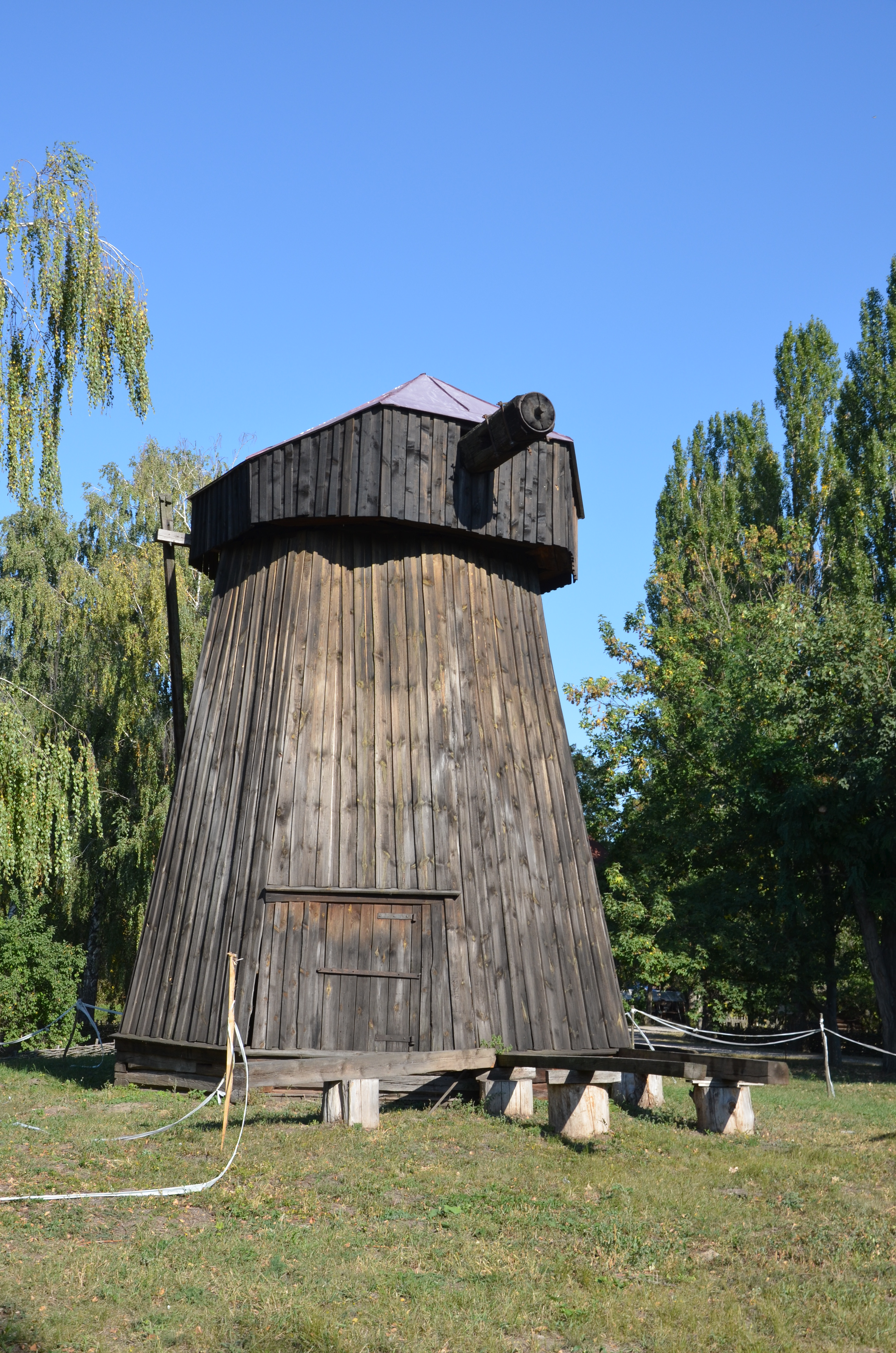
Вітряк в музеї народної архітектури та побуту Середньої Наддніпрянщини в Переяславі

- В селі зберігся колишній маєток Кочубеїв у величезному ландшафтному 20-гектарного парку в англійському стилі.
- Ботанічна пам’ятка природи «Ракіта» - болотяний масив за південно-західною околицею с. Ярославець. Унікальне осоково-сфагнове болото за межами природного поширення на Поліссі з рядом рідкісних видів рослин – осоки багрової, сфагнуму викривленого, росички круглолистої, щитника гребенястого тощо. Місце мешкання рідкісних видів тварин – деркача, ремеза, стрічкарки блакитної, Ванесси чорно-рудої, махаона, червінця непарного тощо. Має особливу природоохоронну, наукову, естетичну, рекреаційну, пізнавальну і освітньо-виховну цінність.
- Збережений дерев'яний вітряк із села знаходиться в музеї народної архітектури та побуту Середньої Наддніпрянщини в Переяславі

## Відомі люди
- Ярослав Всеволодович (1139–1198) — князь Чернігово-Сіверський, з його іменем пов’язана перша згадка про с. Ярославець.
- Кочубей Василій Леонтійович (~1640–1708) та його нащадки — володіли селом 230 років.
- Олексій Іванович Маюров (Майоров) (1780–1848) — дійсний статський радник, член-кореспондент Імператорської Академії наук, був одружений з представницею роду Кочубеїв і деякий час жив у Ярославці.
- Федір Миколайович Глінка (1786–1880) — поет-декабрист, відпочивав і писав поему «Йов» у Кочубеївському маєтку в 1834 р., повернувшись із заслання.
- Василь Іванович Туманський (1800–1860) — поет «пушкінської плеяди», племінник дружини Василя Васильовича Кочубея (1756–1800) Олени Василівни Кочубей (1762–1836; до шлюбу Туманської), часто приїздив у Ярославець.
- Андрій Михайлович Миклашевський (1801–1895) — засновник знаменитого Волокитинського порцелянового заводу, народився в Ярославці.
- Прохор Тихонович Коваленко (1884–1963) — відомий актор і театральний діяч І половини ХХ століття, народився в Ярославці.
- Максим Георгійович Старосільський (1910–1978) — головний нейрохірург Чити.
- Федір Овксентійович Моргун (1910–1990) — відомий український та казахстанський радянський поет і перекладач, народився в Ярославці, провів тут дитячі та юнацькі роки.
- Василь Макарович Грищенко — генерал авіації, народився 1913 року й провів дитячі та юнацькі роки в Ярославці.
- П. Прилуцький — сучасний вчений в галузі селекції тварин, народився та виріс у Ярославці.
- Анатолій Васильович Маруха (1975–2017) — учасник російсько-української війни[8].